# Violent Revolution
Violent Revolution è il decimo album in studio del gruppo musicale thrash metal tedesco Kreator, pubblicato nel 2001 dalla Steamhammer.

## Il disco
È il disco in cui la band riallaccia i rapporti con i suoi vecchi fan, riproponendo un sound molto legato a quello originario misto a certe melodie chitarristiche provenienti direttamente dal cosiddetto death melodico. Questo è dovuto anche al fatto che il nuovo innesto Sami Yli-Sirniö, originario della Finlandia, suona in diversi gruppi che propongono sonorità con venature di matrice progressive rock come i Barren Earth (fondati dall'ex bassista degli Amorphis Olli-Pekka Laine) e i Waltari.

## Curiosità
Inizialmente, oltre al precedente chitarrista Tommy Vetterli, anche il batterista "Ventor" aveva abbandonato la band. Questo, rientrò nel gruppo proprio a ridosso delle registrazioni del disco.
La copertina, simile a quella di Coma of Souls, rappresenta un trait d'union con l'album del 1990 proprio per via dei temi trattati nei testi. Oltre quello che riguarda gli evidenti rimandi sonori a quel periodo tanto florido per la band.

## Tracce
1. Reconquering the Throne – 4:13
2. The Patriarch – 0:52
3. Violent Revolution – 4:55
4. All of the Same Blood – 6:12
5. Servant in Heaven - King in Hell – 5:10
6. Second Awakening – 4:48
7. Ghetto War – 5:05
8. Replicas of Life – 7:34
9. Slave Machinery – 3:58
10. Bitter Sweet Revenge – 5:25
11. Mind on Fire – 3:57
12. System Decay – 4:33

## Formazione
- Mille Petrozza - chitarra, voce
- Sami Yli-Sirniö - chitarra
- Christian "Speesy" Giesler - basso
- Jürgen "Ventor" Reil - batteria